# Grå björksäckmal
Grå björksäckmal (Coleophora orbitella) är en fjärilsart som beskrevs av Philipp Christoph Zeller 1849. Grå björksäckmal ingår i släktet Coleophora, och familjen säckmalar. Arten är reproducerande i Sverige.